# Conatel
La CONATEL o Comissió Nacional de Telecomunicacions és l'òrgan institucional regulador del sector de les telecomunicacions en Veneçuela. Fou creada mediant el Decret Nº 1.826 del 5 de setembre de 1991 (Gaceta Oficial Nº 34.801 de data 18 de setembre del mateix any).
Posteriorment, prèvia discussió, es creà la Llei orgànica de telecomunicacions, la qual va ser promulgada el 12 de juny de 2000 (publicada en Gaceta Oficial N° 36.970 de la mateixa data) on se li dotà de personalitat jurídica, patrimoni propi i independent del Fisc Nacional i autonomia tècnica, financera, organitzativa, normativa i administrativa. De manera general, d'acord amb l'esmentada llei, té competències per a la regulació, planificació, promoció, desenvolupament i protecció de les telecomunicacions a Veneçuela.